# Heidi Van De Vijver
Heidi Van De Vijver (nascida em 31 de dezembro de 1969) é uma ex-ciclista belga. Conquistou o título do Campeonato da Bélgica de Ciclismo em Estrada nos anos de 1994 e 1998. Competiu representando Bélgica na prova de estrada individual nos Jogos Olímpicos de Verão de 1996 e 2000, terminando respectivamente na vigésima e oitava posição.